# Понятовский, Станислав (1754—1833)
Князь Станислав Понятовский (23 ноября 1754, Варшава — 13 февраля 1833, Флоренция) — племянник последнего польского короля Станислава Августа Понятовского, государственный деятель Речи Посполитой, подскарбий великий литовский (1784—1791), полковник (1770), генерал-лейтенант (1776), подскарбий великий литовский (1784—1791), староста подольский, богуславский и каневский.

## Биография
Представитель польского магнатского рода Понятовских герба «Циолек».

### Семья. Ранние годы

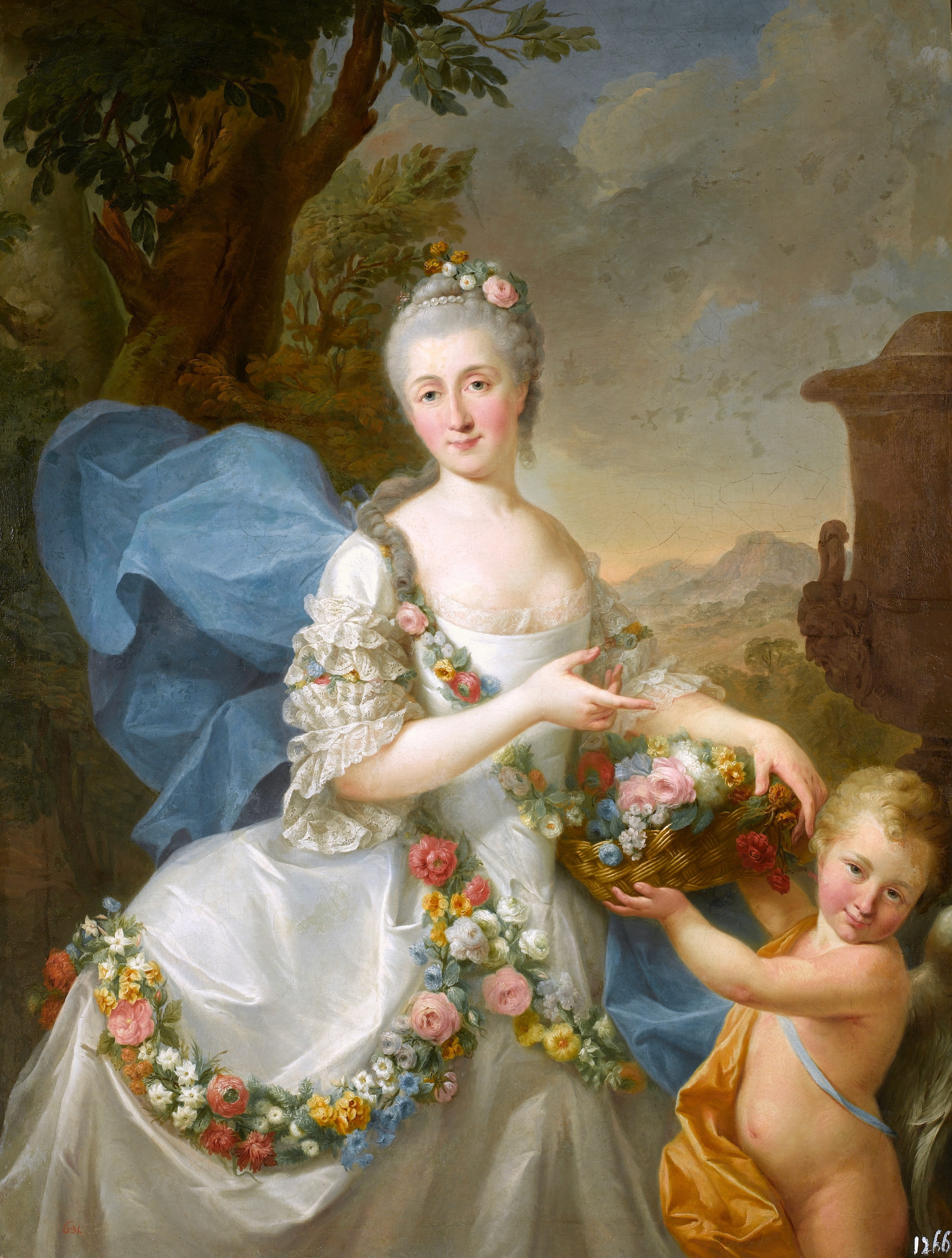
Аполлония Устшицкая с сыном

Сын Казимира Понятовского, старшего брата последнего польского короля, великого коронного подкомория и дочери пшемысльского каштеляна Аполлонии Устшицкой. Первые годы провёл в деревне, под опекой матери, оставленной отцом. С семи лет жил в Варшаве, его воспитанием с этого времени занимался дядя, Станислав Август. Образование получил в пансионе итальянских монахов-театинцев. На сейме (1764), утвердившем избрание Станислава Августа Понятовского королём, по настоянию дяди, вместе с королевскими братьями и их детьми получил титул принца Речи Посполитой. Гвардии полковник с пятнадцати лет, король намеревался передать ему со временем командование всеми коронными войсками. Станислав Понятовский не проявлял интереса к военному делу, и в 1769 году король отправил его к Анджею Понятовскому, командиру дивизии в Верхней Австрии. Вместе с дядей Станислав присутствовал на встрече летом 1769 года в Нисе императора Иосифа и короля Фридриха II. Был представлен обоим монархам. В 1770 году посетил Париж, где был принят в том числе и хозяйкой знаменитого салона мадам Жофрен. Приятельница Станислава Августа Понятовского, она позволила себе нелестно отозваться о его последних политических решениях, за что получила выговор от шестнадцатилетнего племянника короля. Это, впрочем, не испортило отношений между ней и князем. В 1771 году Понятовский переехал в Лондон. Весной и летом совершил познавательную поездку по Англии для ознакомления с промышленностью, торговлей, обычаями страны. В 1772 году учился в Кембриджском университете. После краткого пребывания на родине в 1773 году, снова уехал за границу, во Францию. В Версале, после того, как был представлен королевской семье, на предложение проследовать к мадам Дюбарри ответил отказом, заявив, что прибыл «только поклониться королю и его семье». Поступок привёл в восторг бо́льшую часть королевского двора, где никто не смел противоречить могущественной фаворитке. По воспоминаниям самого князя, «многие знаменитые лица» стали искать его дружбы.

### Начало политической деятельности

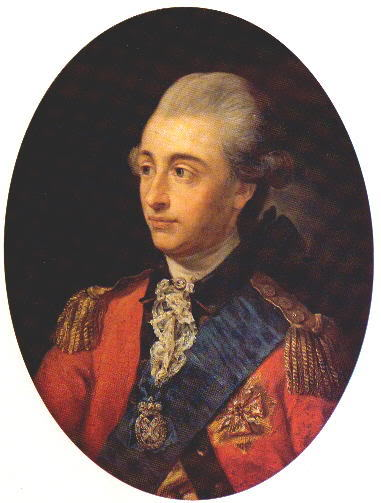
Станислав Понятовский.

Весной 1776 года возвратился в Польшу. Король возвёл Станислава Понятовского в чин генерал-лейтенанта коронных войск, сделал командующим придворными полками и выделил ему два староства в юго-восточной Польше: Богуславское и Каневское. Тогда же Понятовский вошёл в состав Просветительной (Эдукационной) комиссии. Выполняя желание дяди, Понятовский выдвинул свою кандидатуру от Варшавского воеводства в сейм 1776 года — сейм Мокроновского, первый, проводившийся после первого раздела Речи Посполитой. На сейме выступал за проведение социальных и экономических реформ. После сейма Мокроновского в составе дипломатической делегации был направлен ко двору Екатерины II. Несмотря на внешне благоприятный приём, его переговоры с императрицей о поддержке Петербургом Польши в таможенных спорах с Пруссией и ликвидации liberum veto не дали положительных результатов.
После петербургской поездки поселился в своих украинских староствах. Занимался хозяйственной деятельностью. Скупил большое количество земель, заброшенных помещиками после «колиивщины» — восстания украинских крестьян 1768 года. В Корсуни, центре своих реформ, построил суконные и шёлковую фабрики, фабрику по производству селитры, в Тараще — стекольный завод, в Сахновке — табачную фабрику и винокурню. Разработал и реализовал в своих поместьях земельную реформу — освобождение крестьян с заменой барщины оброком.
В 1775—1776 годах Станислав Понятовский посетил Рим, Калабрию и Сицилию. Пребывание князя в Риме было отмечено громким инцидентом. Понятовскому была назначена аудиенция у папы римского. В этот же день встретиться с Пием VI должен был и Карл Эдуард Стюарт, претендент на английский трон. Стюарт опоздал, пришёл позже Понятовского, и в назначенное тому время был принят папой. Князь счёл это оскорблением и покинул зал аудиенций. Пий VI предложил Понятовскому самому назначить время аудиенции. По воспоминаниям князя, папа сурово отчитал его, но удачная шутка Понятовского смягчила понтифика.
В 1777 году Станислав Август, видевший в племяннике своего преемника, решил устроить его брак с принцессой из французской королевской семьи. Однако от этого плана пришлось отказаться, так как он не был одобрен Екатериной II.
На сейме 1780 года Станислав Понятовский единственный выступил за «Кодекс законов» Анджея Замойского — попытку крестьянской реформы «сверху».
После отставки надворного литовского подскарбия Антония Тизенгауза Понятовскому было поручено управление всеми королевскими имениями в Литве.
В 1780 году король поставил Станислава Понятовского во главе польской делегации, посланной в Могилёв, где Екатерина II должна была встретиться с императором Иосифом. При расставании с императрицей Понятовский передал ей мемориал по основным политическим вопросам, где, кроме прочего высказывался за установление наследственной монархии в Польше. Екатерина II не ответила на это обращение Понятовского.
В 1784 году Станислав Понятовский отправился в трёхмесячное путешествие по Германии. В поездке ежедневно диктовал секретарям «Журнал» — подробнейшее описание всех мест, которые посетил. Он должен был присутствовать в качестве наблюдателя на ежегодных маневрах прусской армии и урегулировать торгово-таможенные вопросы с Фридрихом II. Ещё одной целью было получение кредита у немецких финансистов на восстановление разорённых мануфактур Тизенгауза. Понятовский, скептически относившийся к предприятиям Тизенгауза, неудачно провёл переговоры с саксонскими финансистами из Гернгута и получил отказ.
В 1784 году князь Понятовский был назначен великим литовским подскарбием.
Весной 1787 года Понятовский сопровождал короля при встрече в Каневе с Екатериной II. Станислав Август, нарушив договорённости со шляхтой, передал императрице письмо, содержащее предложение введения в Польше принципа династической монархии. В июне 1788 года король получил от царицы решительный отказ.

### Четырёхлетний сейм. Отставка
На Четырёхлетнем сейме выступая против увеличения шляхетского ополчения, так называемой народной кавалерии, — неэффективного и дорогого вида войск, князь употребил определение «свора». Сторонники проекта, не обсуждая сути дела, использовали неудачное выражение Понятовского против него. Князь, и ранее не пользовавшийся популярностью у шляхты, сделался предметом всеобщей ненависти. Однако после двухмесячной болезни, вызванной нервным потрясением, продолжил работу на сейме, выступая по вопросам «соблюдения человечности» в армии, введения одинаковых налогов в Литве и Польше, в пользу дарования гражданских прав большинству городов королевства. Выехав по делам на несколько дней в одно из своих имений, Понятовский получил предписание сейма постоянно находиться в Гродно на работе скарбовой комиссии. Таким образом его противники отделались от присутствия неудобного соперника на сейме. Сразу после получения предписания Понятовский подал королю прошение об отставке «от всех цивильных и воинских должностей, так как не чувствую себя в состоянии оставаться в стране в столь важный период, не будучи депутатом сейма».
В январе 1790 года Станислав Понятовский передал командование пешей гвардией своему двоюродному брату Юзефу. Осенью того же года сейм в последний раз обсуждал возможность наследования трона членами семьи Понятовских. В печати высказывались предположения, что наследником Станислава Августа станет именно Юзеф Понятовский. Конституция 3 мая, принятая сеймом, передавала право наследования польской короны саксонскому курфюрсту Фридриху-Августу и его дочери. Вскоре Станислав Понятовский уехал в Рим. После присоединения короля к Тарговицкой конфедерации и второго раздела Польши, чтобы предотвратить конфискацию своих имений, отправил в Варшаву декларацию о поддержке нового правительства.

### Петербург
После третьего раздела Польши все владения Понятовского оказались в части, отошедшей к России. Чтобы предотвратить новую угрозу конфискации имений, исходившую от фаворита императрицы Зубова, Понятовский был вынужден приехать в Петербург.

Императрица благосклонно приняла Понятовского и часто и подолгу с ним беседовала, избегая лишь одной темы — положения Польши. Согласно воспоминаниям князя, желая связать его с Россией, Екатерина неожиданно предложила ему руку великой княжны Александры сразу после разрыва помолвки внучки с шведским королём Густавом IV. 
Я ответил, что не осмелился бы претендовать на руку великой княжны, не имея возможности предложить ей трон, и что я был бы безмерно счастлив, если бы это могло привести к возрождению Польши. Я, конечно, знал, что в данной ситуации это было невозможно, но мне важно было дать необязывающий ответ.
Незадолго перед смертью Екатерины получил указ об отмене секвестра. Нашёл свои поместья совершенно разорёнными, не имея возможности вести хозяйство, продал их.
Император Павел предложил Понятовскому должность приора Мальтийского ордена, потом — звание фельдмаршала или управление несколькими объединёнными губерниями. Князь отказался от всего, стараясь действовать как можно дипломатичнее, но в своих воспоминаниях отметил, что Павел стал к нему относиться гораздо прохладнее. Вскоре император обвинил Понятовского в том, что он ухаживает за императрицей. Князь поспешно продал свои имения и в последний момент успел переправить свои капиталы в Австрию с минимальными потерями, опередив Павла, запретившего ему вывоз денег за границу. В Варшаве, оккупированной Пруссией, где множество бывших военных не имели работы и средств к существованию, занимался благотворительностью, пока были в наличии деньги. Однако вскоре прусский губернатор просил князя прекратить эту акцию, «поскольку она нарушает общественное спокойствие».

### Эмиграция. Рим
Понятовский выехал из Варшавы в Вену в 1798 году. Около 1801 года, понимая, что Австрия не в силах противостоять Наполеону, переселился в Рим.
Понятовский владел виллой на виа Фламиниа, дворцом на виа Кроче и виллой Ганнези за Порта ди Пополо, в которой хранились его коллекции. Он купил земли под Имолой, виноградники в Альбано Ладзиале и занялся сельским хозяйством. Со временем имения Понятовского стали считаться самыми передовыми земледельческими хозяйствами Италии. Был необычайно популярен у крестьян и испольщиков, так как помогал им в трудные времена, заботился об их здоровье и не накладывал непосильных обязательств. В Риме Понятовский, страстный коллекционер, с помощью своих друзей-археологов Аженкура и Акехарда, продолжил пополнять свои собрания, став настоящим знатоком искусства. О его щедрости ходили легенды, он жертвовал на благотворительные цели огромные суммы, заслужив среди простого римского люда прозвище «добрый поляк» (ит. buono Polacco).
В 1804—1805 годах, встретившись в Риме с Яном Снядецким, князь уговаривал его написать историю Радомской и Барской конфедераций. Понятовский предлагал для работы документы из своего и королевского архивов, которые «одному только Снядецкому может доверить».

Весной 1805 года был вызван в Париж. Наполеон в то время счёл необходимым склонить племянника последнего польского короля на свою сторону, так как занимался подбором кандидатов в короли тех государств, которые предполагал в будущем организовать на землях, захваченных у Австрии и России. Личное свидание императора и Понятовского не состоялось. По словам самого князя, в одном из разговоров с императорским посланникам Алькье, он сказал следующее:
… император часто тешит поляков проектами воскрешения их государства. Но я в искренность этих проектов не верю, ибо Польша стремится к конституционному правлению, которое император между тем ненавидит
.
 Понятовский утверждал, что всегда пытался избежать встречи с Наполеоном, так как «опасался, что Наполеон пожелает склонить меня к тому, чтобы я сопровождал его в Польшу и помогал ему своим присутствием обманывать всех тех, кто дарил меня своим доверием». Уже находясь в Вене в 1809 году, Наполеон отдал распоряжение своим людям «…чтобы они проверили, насколько он (Понятовский) стоек как философ». В венском доме князя расположился батальон под командованием Дерранта, который жил там за счёт князя, а в его итальянском имении Сан-Феличе — командир эскадрона Венсан, по словам Понятовского, «человек просто необычайной грубости, почти одержимый».

### Флоренция. Последние годы

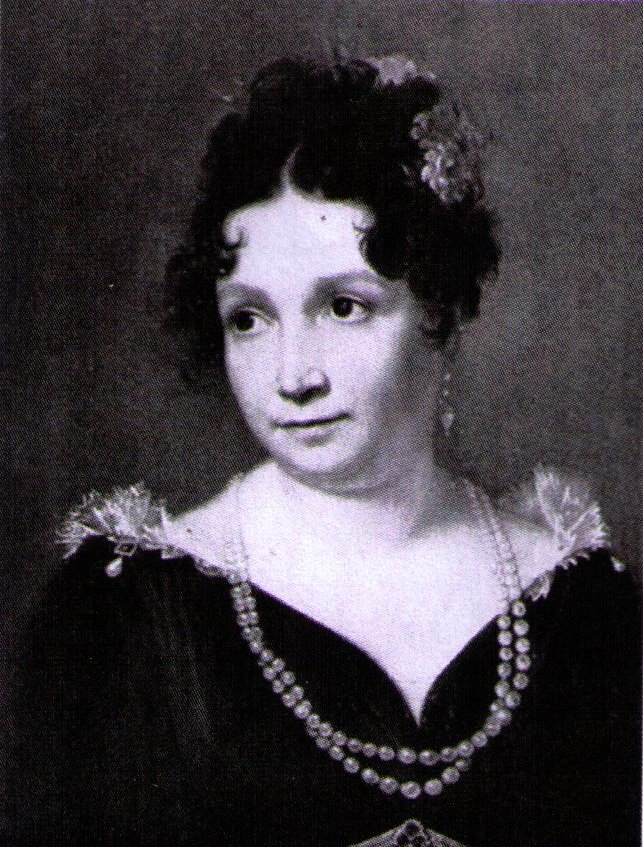
Кассандра Лучи

Понятовский был вынужден покинуть Рим из-за сожительства со своей экономкой — Кассандрой Лучи. Скандальности этому факту в глазах римского высшего общества добавляло то, что молодая женщина была простолюдинкой. Супругом Кассандры был сапожник. Вскоре Ватикан выдал указание губернатору города склонить Понятовского оставить Кассандру. Князя вызывали на переговоры в курию, однако он был непреклонен. Тогда мужа Кассандры заставили обратиться в суд с требованием восстановления в супружеских правах. Подготовка к процессу сопровождалась негласным полицейским надзором за князем. Понятовский уехал с Кассандрой и своим сыном от неё — Карлом во Флоренцию. Уже там, вероятно, появились на свет ещё один сын — Жозеф и две дочери — Элен и Констанс. Власти Тосканы дали детям Понятовского наследственный титул по владению, приобретённому им недалеко от Ливорно — князей ди Монте Ротондо.
Понятовский постоянно поддерживал пенсионеров Станислава Августа, пересылая им деньги через Вену. Опубликовал работы (анонимно), посвящённые своему плану генерального оброка и описанию коллекции, находившейся в Риме на виа Фламиниа. Под своим именем Понятовский издал на французском языке «Несколько замечаний относительно способа, которым пишется история Польши» (1829). В 1830 году он полемизировал на эту же тему с французским историком Тьезом. В этом же году продиктовал свои воспоминания — Souvenirs. Умер во Флоренции. По завещанию Понятовского, его гробница была украшена барельефами со сценами освобождения крестьян в польских имениях.
Дети Понятовского, уже с юных лет проявлявшие музыкальные способности, после смерти отца создали семейное Артистическое общество содействия итальянскому искусству. Они успешно выступали с концертами по всей Италии до распада объединения в 1860 году.